# Caulokaempferia
Caulokaempferia là danh pháp khoa học từng được coi là của một chi thực vật trong họ Zingiberaceae, được mô tả năm 1964. Năm 2014, phân tích phát sinh chủng loài của Mood J. D. et al. cho thấy chi này là đa ngành và đã định nghĩa lại chi Monolophus để chứa phần lớn các loài của Caulokaempferia, đồng thời chuyển 5 loài của Caulokaempferia sang chi Boesenbergia và phục hồi chi đơn loài Pyrgophyllum.
Các loài xếp trong chi này là bản địa khu vực Trung Quốc, Himalaya, Đông Dương (đặc biệt là Thái Lan).

## Các loài
Các loài từng xếp trong chi này, với danh pháp hiện tại như sau:
1. Caulokaempferia amplexicaulis = Monolophus amplexicaulis – Thái Lan
2. Caulokaempferia appendiculata = Monolophus appendiculatus – Thái Lan
3. Caulokaempferia bolavenensis = Monolophus bolavenensis – Lào
4. Caulokaempferia bracteata = Monolophus bracteatus – Thái Lan
5. Caulokaempferia chayaniana = Monolophus chayanianus – Thái Lan
6. Caulokaempferia coenobialis = Monolophus coenobialis - Quảng Tây, Quảng Đông
7. Caulokaempferia jirawongsei = Monolophus jirawongsei – Thái Lan
8. Caulokaempferia khaomaenensis = Monolophus khaomaenensis – Thái Lan
9. Caulokaempferia kuapii = Monolophus kuapii – Thái Lan
10. Caulokaempferia larsenii = Monolophus larsenii – Thái Lan
11. Caulokaempferia limiana = Monolophus limianus – Thái Lan
12. Caulokaempferia linearis = Monolophus linearis (loài điển hình) - Assam, Bangladesh.
13. Caulokaempferia pedemontana = Monolophus pedemontanus – Thái Lan
14. Caulokaempferia petelotii = Monolophus petelotii – Việt Nam
15. Caulokaempferia phulangkaensis = Monolophus phulangkaensis – Thái Lan
16. Caulokaempferia phuluangensis = Monolophus phuluangensis – Thái Lan
17. Caulokaempferia phutokensis = Monolophus phutokensis – Thái Lan
18. Caulokaempferia phuwoaensis = Monolophus phuwoaensis – Thái Lan
19. Caulokaempferia saksuwaniae = Monolophus saksuwaniae – Miền nam Thái Lan
20. Caulokaempferia satunensis = Monolophus satunensis – Thái Lan
21. Caulokaempferia saxicola = Monolophus saxicola – Thái Lan
22. Caulokaempferia secunda = Monolophus secundus (nguyên gốc của Nathaniel Wallich là secunda) - Assam, Bangladesh, Bhutan, Myanmar
23. Caulokaempferia sikkimensis = Monolophus sikkimensis - Assam, Bhutan, Sikkim
24. Caulokaempferia sirirugsae = Monolophus sirirugsae – Thái Lan
25. Caulokaempferia tamdaoensis = Monolophus tamdaoensis – Việt Nam
26. Caulokaempferia alba = Boesenbergia alba – Thái Lan
27. Caulokaempferia burttii = Boesenbergia burttii – Lào
28. Caulokaempferia laotica = Boesenbergia laotica – Lào
29. Caulokaempferia thailandica = Boesenbergia thailandica – Miền nam Thái Lan
30. Caulokaempferia violacea = Boesenbergia violacea – Thái Lan
31. Caulokaempferia yunnanensis = Pyrgophyllum yunnanensis - Tứ Xuyên, Vân Nam